# Entertainment Software Association
La Entertainment Software Association (ESA) è l'associazione di categoria dell'industria dei videogiochi negli Stati Uniti d'America. È nata nell'aprile 1994 come Interactive Digital Software Association (IDSA),  per poi acquisire il suo nome odierno il 21 luglio 2003. Ha sede a Washington. La maggior parte delle principali aziende di pubblicazione di videogiochi (o delle loro sussidiarie americane) sono membri dell'ESA, tra cui Capcom, Electronic Arts, Konami, Microsoft, Bandai Namco Entertainment, Nintendo, Sony Interactive Entertainment, Square Enix, Take Two Interactive, Ubisoft e Warner Bros. Interactive Entertainment.
L'ESA organizza anche l'annuale fiera Electronic Entertainment Expo (E3) a Los Angeles, in California. La politica dell'ESA si basa sul lavoro che i suoi membri svolgono nelle tre principali diramazioni: "Gruppo di lavoro sulla proprietà intellettuale", "Comitato di politica pubblica" e "Gruppo di lavoro sulle relazioni pubbliche".

## Storia
La nascita dell'ESA è dovuta alle polemiche generate, nel 1992, a causa dell'alto tasso di violenza nel videogioco Mortal Kombat. Ciò portò ad un esame della questione da parte del Congresso degli Stati Uniti d'America alla fine del 1993, in cui l'industria dei videogiochi fu sottoposta ad una valutazione per il livello di violenza in giochi come Mortal Kombat e Night Trap. A seguito delle audizioni, il membro del Congresso Joe Lieberman propose il "Video Game Ratings Act" nel 1994, che avrebbe istituito una commissione governativa per stabilire un sistema di classificazione per i videogiochi, e minacciò di fargli intraprendere un procedimento legislativo se l'industria dei videogiochi non fosse intervenuta direttamente con un proprio metodo analogo. Temendo la minaccia di una supervisione governativa, le aziende decisero di istituire l'IDSA come un fronte unificato e rappresentare tutte le società di videogiochi, e successivamente sviluppare l'Entertainment Software Rating Board (ESRB) per un approccio di valutazione dei contenuti autonomo ma standardizzato sui videogiochi. Nel luglio 1994, i rappresentanti della IDSA tornarono al Congresso per presentare l'ESRB, che venne accettato e divenne lo standard per l'industria americana.
L'IDSA cambiò ufficialmente nome in "Entertainment Software Association" (ESA) il 21 luglio 2003. Il cambio di nome venne attuato per evidenziare meglio che le società associate erano principalmente operanti nella creazione di software per intrattenimento su diverse gamme di dispositivi, e il nuovo nome venne quindi selezionato per definire più chiaramente il suo settore di appartenenza. Doug Lowenstein fondò l'ESA. Il 14 dicembre 2006, Kotaku riferì che Lowenstein si stava dimettendo per intraprendere un lavoro nel settore finanziario al di fuori dell'industria videoludica. Il 17 maggio 2007, Mike Gallagher sostituì Lowenstein come presidente dell'ESA.
Gallagher ha annunciato che il 3 ottobre 2018 che si sarebbe dimesso da presidente; l'attuale vicepresidente senior dell'ESA, Stanley Pierre-Louis, fungerà da presidente ad interim durante la ricerca di un sostituto permanente dell'ESA. Alla fine l'ESA scelse di eleggere Pierre-Louis come presidente e amministratore delegato permanente nel maggio 2019.

## Attività
Oltre a supervisionare l'ESRB, l'ESA organizzava l'Electronic Entertainment Expo. Dopo la formazione dell'IDSA, l'industria dei videogiochi espresse perplessità riguardo al trattamento che il medium avevano ricevuto ai recenti Consumer Electronics Show e si impegnò nel cercare un'altra sede per stabilire una nuova fiera commerciale. L'IDSA collaborò così con "International Data Group" (IDG) per organizzare il primo E3, tenutosi nel maggio 1995 a Los Angeles. L'evento si rivelò un successo più grande di quanto inizialmente previsto e l'IDSA negoziò con l'IDG per assumere le redini dell'E3 e della sua proprietà intellettuale, con l'IDG che si sarebbe limitata a gestire l'esecuzione dell'evento.
L'ESA si confronta costantemente con qualunque legislazione possibilmente dannosa per l'industria dei videogiochi, in particolare per quanto riguarda le controversie sulla classificazione dei videogiochi nell'ambito dell'ESRB. Nel 2012, l'ESA ha giocato un ruolo essenziale nel caso "Brown v. Entertainment Merchants Ass'n", una causa della Corte suprema degli Stati Uniti d'America in cui quest'ultima ha dichiarato, in via definitiva, i videogiochi come "opere protette dal I emendamento della Costituzione degli Stati Uniti d'America".
L'ESA è divenuta nel tempo un gruppo di pressione nel Congresso americano. Questa attività è stata considerata controversa, nel momento in cui ha spinto per approvare leggi a vantaggio della protezione del copyright nel suo settore. Secondo un rapporto di Bloomberg News, nel primo trimestre del 2011, l'ESA ha speso circa 1,1 milioni di dollari per attività di pressione politica a Washington. L'ESA ha inizialmente sostenuto le proposte di legge Stop Online Piracy Act e PROTECT IP Act, contro la pirateria informatica. Uno dei progettisti di World of Warcraft, Mark Kern, ha fondato la "League For Gamers" (LFG), che intende difendere gli interessi dei giocatori, che potrebbero entrare in conflitto con le misure di protezione del settore sostenute dall'ESA. Nel gennaio 2012, l'ESA ha abbandonato il proprio sostegno sia al SOPA che al PIPA, invitando il Congresso a creare un approccio al copyright più equilibrato.
Gregory Boyd, presidente della "Interactive Entertainment Group", presso lo studio legale di New York, ha dichiarato: «Quando si parla di finanziamento, il principale gruppo di pressione a cui le singole società fanno riferimento è l'ESA che, proprio nel 2012, ha speso 4,83 milioni di dollari – più di Facebook, Google e persino della National Rifle Association of America (NRA)».
L'ESA ha anche la funzione di combattere e ridurre le violazioni del copyright nelle opere relative ai videogiochi, per le aziende che rappresenta. In genere, ciò avviene tramite l'invio di richieste di rimozione o di cessazione della pubblicazione e l'invio di notifiche a siti che ospitano attività illecite, collaborando con i motori di ricerca come Google per rimuovere i siti che ospitano materiale in violazione di copyright. Lavorano anche con le forze dell'ordine per formare agenti, addestrati alla gestione delle violazioni di copyright. L'ESA si è espressa a favore dei meccanismi alla base delle casse premio tramite micropagamento, sostenendo che non costituiscono gioco d'azzardo.
Il 3 agosto 2019 è stato riscontrato che un elenco non protetto di dati personali dei partecipanti all'Electronic Entertainment Expo era accessibile al pubblico dal sito dell'ESA. L'elenco conteneva le informazioni di oltre 2000 persone, la maggior parte delle quali erano parte della stampa e dei social media che avevano partecipato all'E3 2019. L'ESA ha rimosso l'elenco dopo esser venuta a conoscenza del problema e si è scusata per aver permesso che tali informazioni diventassero pubbliche. Tuttavia, utilizzando tecniche simili per accedere ai dati del 2019, gli utenti hanno trovato informazioni simili che riguardavano oltre 6000 partecipanti degli E3 passati ancora disponibili sul loro sito Web; anche questo problema è stato successivamente risolto dall'ESA una volta notificato.

## Elenco dei membri ESA e delle loro filiali
A gennaio 2020, le seguenti società sono membri dell'ESA:
- 505 Games
- Activision Blizzard
- Bandai Namco Entertainment
- Bethesda Softworks
- Bungie Studios
- CI Games
- Capcom

- Deep Silver
- Disney Interactive Studios
- Electronic Arts
- Epic Games
- Focus Home Interactive
- Gearbox Software
- GungHo Online Entertainment

- Intellivision
- Kalypso Media
- Konami
- Legends of Learning
- Magic Leap
- Microsoft Studios
- Natsume

- NCSoft
- Nexon
- Nintendo
- Nvidia
- Pracosma
- Phosphor Studios
- PlayStation

- Rebellion Developments
- Riot Games
- SEGA / Atlus
- Six Foot
- Square Enix
- Take-Two Interactive
- Tencent

- THQ Nordic
- Ubisoft
- Warner Bros. Interactive Entertainment
- Wizards of the Coast
- Xseed Games

### Casi di adesione non rinnovati
Diverse società decisero di non rinnovare la propria adesione all'ESA nel maggio 2008, tra cui Activision, Vivendi Games, LucasArts e id Software. Questo a seguito della decisione dell'ESA di alterare l'organizzazione dell'E3 nel 2007 – che ridusse significativamente le dimensioni e la sede a causa di alcune problematiche dell'evento del 2006 – 
e che portò a una visibilità e un impatto molto più bassi sul settore. La manovra è costata all'ESA 5 milioni di dollari e richiese un aumento delle quote per i membri nell'anno successivo.
Crave Entertainment lasciò l'ESA nel giugno 2008 a causa della sua acquisizione da parte di Fillpoint LLC. NCSoft lasciò temporaneamente l'ESA nel dicembre 2008, come misura di taglio dei costi per la società a causa della sua debole situazione finanziaria in quel periodo.
Nell'aprile 2016, l'ESA ha perso tre membri: Mad Catz, Little Orbit e Slang.